# Veliki Radinci
Veliki Radinci (ćir: Велики Радинци) je naselje u općini Srijemska Mitrovica u Srijemskom okrugu u Vojvodini.

## Stanovništvo
Prema popisu stanovništva iz 2002. godine u naselju Veliki Radinci živi 1.617 stanovnika, od čega 1.282 punoljetna stanovnika s prosječnom starosti od 39,1 godina (37,8 kod muškaraca i 40,4 kod žena). U naselju ima 607 domaćinstva, a prosječan broj članova po domaćinstvu je 2,66.
Prema popisu iz 1991. godine u naselju je živjelo 1.570 stanovnika.
| Etnički sastav 2002. |            |        |
| Narod                | Stanovnika |        |
| Srbi                 | 1.562      | 96,59% |
| Hrvati               | 12         | 0,74%  |
| Romi                 | 9          | 0,55%  |
| Mađari               | 4          | 0,24%  |
| Jugoslaveni          | 4          | 0,24%  |
| Slovaci              | 2          | 0,12%  |
| Ukrajinci            | 2          | 0,12%  |
| Makedonci            | 1          | 0,06%  |
| nepoznato            | 17         | 1,05%  |

| broj stanovnika | 860   | 968   | 1325  | 1513  | 1620  | 1570  | 1617  |
|                 | 1948. | 1953. | 1961. | 1971. | 1981. | 1991. | 2001. |

## Vanjske poveznice
- Karte, položaj vremenska prognoza
- Satelitska snimka naselja